# Mark Gee
Mark Gee (* 21. Februar 1972 in Aviemore) ist ein ehemaliger britischer Biathlet. Er nahm an drei Olympischen Winterspielen und sieben Biathlon-Weltmeisterschaften teil. National ist er einer der erfolgreichsten britischen Biathleten seiner aktiven Zeit.

## Karriere
Der Soldat vom 2nd Royal Tank Regiment betrieb seit 1989 Biathlonsport. Seit Anfang der 1990er Jahre startete er im Biathlon-Weltcup. An seinen ersten Olympischen Spielen nahm er 1994 in Lillehammer teil. Mit Mike Dixon, Ian Woods und Kenneth Rudd trat er im Staffelrennen an und wurde 17. Dieselbe Platzierung mit der Staffel erreichte Gee auch bei den Biathlon-Weltmeisterschaften 1995 in Antholz. Zudem lief er dort auf die Plätze 77 im Einzel und 83 im Sprint. Er erzielte in den folgenden Jahren immer wieder für britische Verhältnisse gute Ergebnisse im Biathlon. 1996 in Ruhpolding erreichte er den 75. Platz im Einzel, bei den Olympischen Spielen 1998 in Nagano die Plätze 68 in Einzel und Sprint und bei der WM 1999 in Kontiolahti und Oslo belegte er die Ränge 61 im Einzel und  66 im Sprint. Besonders gut verliefen die Biathlon-Weltmeisterschaften 2000 am Holmenkollen in Oslo. Gee erreichte mit dem 39. Rang im Einzel zugleich sein bestes Weltcup-Resultat, wurde 51. im Einzel und qualifizierte sich damit für das Verfolgungsrennen, in dem er 57. wurde. Auch 2001 in Pokljuka erreichte der Schotte gute Ergebnisse. Im Einzel wurde er 42., im Sprint 44. und 49. der Verfolgung. Nicht ganz so gut liefen die Olympischen Spiele 2002 in Salt Lake City mit den Plätzen 81 im Einzel und 72 im Sprint als Ergebnis. Bei der WM 2003 in Chanty-Mansijsk erreichte er mit Rang 56 im Sprint noch einmal eine gute Platzierung. Weniger gut verlief seine letzte WM im Jahr 2004 in Oberhof mit Ergebnissen jenseits der 70er-Ränge. Nach der Saison beendete Gee seine internationale Karriere.
National konnte Gee große Erfolge erreichen. Er gewann 2003 die Titel im Einzel, Sprint und Verfolgung, 2004 im Einzel und Massenstart und erreichte dritte Plätze im Sprint und im Teamwettbewerb. 2005 kam der Titel mit der Staffel sowie der dritte Rang im Massenstart hinzu. 2005 beendete er auch seine nationale Karriere und arbeitete seitdem für den britischen Verband, für den er aber inzwischen nicht mehr tätig ist.

## Persönliches
Mark Gee lebt in Southend-on-Sea.

## Statistiken

### Biathlon-Weltcup-Platzierungen
In die Spalte „Staffel“ zählen auch die bis 1998 ausgetragenen Teamwettkämpfe.
Die Tabelle zeigt alle Platzierungen (je nach Austragungsjahr einschließlich Olympische Spiele und Weltmeisterschaften).
- 1.–3. Platz: Anzahl der Podiumsplatzierungen
- Top 10: Anzahl der Platzierungen unter den ersten zehn (einschließlich Podium)
- Punkteränge: Anzahl der Platzierungen innerhalb der Punkteränge (einschließlich Podium und Top 10)
- Starts: Anzahl gelaufener Rennen in der jeweiligen Disziplin

| Platzierung         | Einzel | Sprint | Verfolgung | Massenstart | Staffel | Gesamt |
| ------------------- | ------ | ------ | ---------- | ----------- | ------- | ------ |
| 1. Platz            |        |        |            |             |         |        |
| 2. Platz            |        |        |            |             |         |        |
| 3. Platz            |        |        |            |             |         |        |
| Top 10              |        |        |            |             |         |        |
| Punkteränge         |        |        |            |             | 30      | 30     |
| Starts              | 40     | 65     | 7          |             | 36      | 148    |
| Stand: Karriereende |        |        |            |             |         |        |

### Olympische Winterspiele
Ergebnisse bei Olympischen Winterspielen:
|                                                | Einzelwettbewerbe | Einzelwettbewerbe | Einzelwettbewerbe | Einzelwettbewerbe | Staffelwettbewerbe |
| Einzel                                         | Sprint            | Verfolgung        | Massenstart       | Herrenstaffel     |                    |
| ---------------------------------------------- | ----------------- | ----------------- | ----------------- | ----------------- | ------------------ |
| Olympische Winterspiele 1994 \| Lillehammer    | –                 | –                 | –                 | –                 | 17.                |
| Olympische Winterspiele 1998 \| Nagano         | 68.               | 68.               | –                 | –                 | –                  |
| Olympische Winterspiele 2002 \| Salt Lake City | 81.               | 72.               | –                 | –                 | 19.                |

### Biathlon-Weltmeisterschaften
Ergebnisse bei den Weltmeisterschaften:
| Weltmeisterschaften | Weltmeisterschaften | Einzelwettbewerbe | Einzelwettbewerbe | Einzelwettbewerbe | Einzelwettbewerbe | Staffelwettbewerbe |
| Jahr                | Ort                 | Einzel            | Sprint            | Verfolgung        | Massenstart       | Herrenstaffel      |
| ------------------- | ------------------- | ----------------- | ----------------- | ----------------- | ----------------- | ------------------ |
| 1995                | Antholz             | 77.               | 83.               | –                 | –                 | 17.                |
| 1996                | Ruhpolding          | 75.               | –                 | –                 | –                 | 20.                |
| 1999                | Kontiolahti/ Oslo   | 61.               | 66.               | –                 | –                 | 16.                |
| 2000                | Oslo/ Lahti         | 39.               | 51.               | 57.               | –                 | 18.                |
| 2001                | Pokljuka            | 42.               | 44.               | 49.               | –                 | 19.                |
| 2003                | Chanty-Mansijsk     | 81.               | 56.               | LAP               | –                 | –                  |
| 2004                | Oberhof             | 81.               | 89.               | –                 | –                 | DNF                |